# Fernando de Fuentes
Fernando de Fuentes Carrau (Veracruz, 13 dicembre 1894 – Città del Messico, 4 luglio 1958) è stato un regista messicano.

## Filmografia

### Regista
- Tres citas con el destino (1954)
- Canción de cuna (1953)
- Los hijos de María Morales (1952)
- Crimen y castigo (1951)
- Por la puerta falsa (1950)
- Hipólito, el de Santa (1950)
- Jalisco canta en Sevilla (1949)
- Allá en el Rancho Grande (1949)
- La devoradora (1946)
- Esperanza (1946)
- La selva de fuego (1945)
- Hasta que perdió Jalisco (1945)
- El Rey se divierte (1944)
- La mujer sin alma (1944)
- Doña Bárbara (1943)
- ¡Así se quiere en Jalisco! (1942)
- La gallina clueca (1941)
- Creo en Dios (1941)
- El jefe máximo (1940)
- Allá en el trópico (1940)
- Papacito lindo (1939)
- La casa del ogro (1939)
- La Zandunga (1938)
- Bajo el cielo de México (1937)
- Las mujeres mandan (1937)
- Vámonos con Pancho Villa (1936)
- Allá en el Rancho Grande (1936)
- Desfile deportivo (1936)
- Petróleo (1936)
- La familia Dressel (1935)
- Cruz Diablo (1934)
- El fantasma del convento (1934)
- El compadre Mendoza (1934)
- El tigre de Yautepec (1933)
- La calandria (1933)
- El prisionero trece (1933)
- El anónimo (1933)

### Produttore
- Despedida de casada (1968)
- Amor se dice cantando (1959)
- ¡Paso a la juventud..! (1958)
- Las mil y una noches (1958)
- Escuela para suegras (1958)
- La sombra del otro (1957)
- Que me toquen las golondrinas (1957)
- Las aventuras de Pito Pérez (1957)
- Escuela de vagabundos (1955)
- La intrusa (1954)
- Canción de cuna (1953)
- Los hijos de María Morales (1952)
- Las locuras de Tin-Tan (1952)
- Paco, el elegante (1952)
- Crimen y castigo (1951)
- Entre abogados te veas (1951) (productor ejecutivo)
- Corazón de fiera (1951) (productor ejecutivo)
- Por la puerta falsa (1950)
- Médico de guardia (1950)
- Hipólito, el de Santa (1950)
- No me defiendas compadre (1949)
- Las tandas del principal (1949)
- El colmillo de Buda (1949)
- Jalisco canta en Sevilla (1949)
- Allá en el Rancho Grande (1949)
- Si Adelita se fuera con otro (1948)
- La devoradora (1946)
- El rey se divierte (1944)
- Doña Bárbara (1943)
- ¡Así se quiere en Jalisco! (1942)
- Creo en Dios (1941)
- El jefe máximo (1940)
- Allá en el trópico (1940)
- Papacito lindo (1939)
- La casa del ogro (1939)
- Allá en el Rancho Grande (1936)
- Petróleo (1936)
- La familia Dressel (1935)

### Sceneggiatore
- El dinero tiene miedo (1970)
- Face of the Screaming Werewolf (1964) (secuencias del lobo)
- La casa del terror (1960) (sin créditos)
- Angustia de un secreto (1959)
- Aladino y la lámpara maravillosa (1958)
- Las mil y una noches (1958) (adaptación)
- La sombra del otro (1957) (adaptación)
- Que me toquen las golondrinas (1957)
- Las aventuras de Pito Pérez (1957) (adaptación)
- Escuela de vagabundos (1955) (adaptación)
- La hija del ministro (1952)
- Casa de vecindad (1951)
- Por la puerta falsa (1950)
- Hipólito, el de Santa (1950) (guionista)
- Jalisco canta en Sevilla (1949)
- Allá en el Rancho Grande (1949) (adaptación y diálogo)
- La devoradora (1946)
- La selva de fuego (1945) (guionista)
- Hasta que perdió Jalisco (1945)
- El rey se divierte (1944)
- La mujer sin alma (1944)
- Doña Bárbara (1943)
- ¡Así se quiere en Jalisco! (1942)
- La gallina clueca (1941)
- Creo en Dios (1941)
- El jefe máximo (1940)
- Allá en el trópico (1940)
- La casa del ogro (1939)
- La zandunga (1938) (guionista y diálogo)
- Bajo el cielo de México (1937)
- Las mujeres mandan (1937)
- Vámonos con Pancho Villa (1936) (adaptación)
- Allá en el Rancho Grande (1936) (guionista)
- Petróleo (1936)
- La familia Dressel (1935)
- Cruz Diablo (1934)
- El fantasma del convento (1934)
- El compadre Mendoza (1934) (guionista)
- El tigre de Yautepec (1933)
- La calandria (1933) (guionista y diálogo)
- El prisionero trece (1933)
- La Llorona (1933)
- El anónimo (1933)
- Una vida por otra (1932)

### Montatore
- Allá en el Rancho Grande (1936)
- La familia Dressel (1935)
- Cruz Diablo (1934)
- El fantasma del convento (1934)
- El compadre Mendoza (1934)
- El tigre de Yautepec (1933)
- La calandria (1933)
- Águilas frente al sol (1932)